# 黄昏のシンセミア
『黄昏のシンセミア』（たそがれのシンセミア）は、2010年7月22日に発売された日本の18禁恋愛アドベンチャーゲーム。
あっぷりけの第3作である本作は、羽衣伝説をモチーフにした伝奇を物語の中核に置いた和風伝奇アドベンチャーであり、ホラーやグロテスクな要素も多々見られる。
本作は萌えゲーアワード2010大賞部門の金賞を受賞した。
2012年12月14日に発売されたあっぷりけ作品のファンディスク『黄昏の先にのぼる明日 -あっぷりけFanDisc-』には本作のアフターストーリーが収録された。2013年1月17日には、『黄昏のシンセミア portable』のタイトルでPlayStation Portable版がサイバーフロントから発売された。

## システム
あっぷりけのデビュー作『見上げた空におちていく』本編の別の時間軸、視点を独立イベントにするフラグメントシステムや、第2作『コンチェルトノート』の物語をチャート表示して、自由に行き来できるフローチャートシステムをマッシュアップし、複合して搭載している。
物語の導入部にあたる「プロローグ」から「エピソード」へと繋がり、選択肢によって各ルートへと分岐していく。メインキャラクターのエンディングを見ると4つのフラグメントが開放され、これを見ることで最終シナリオ「シンセミア」が開放される。これはメインキャラクターのルートの1つから繋がる物語であり、ここで全ての謎が解き明かされる。なお、本作ではサブキャラクターの攻略ルートが用意されている。ただしその場合は各キャラクターとの恋愛話が主となり、事件や謎については棚上げされる。サブシナリオの数は28本で、15のエンディングがある。

## あらすじ
主人公の皆神孝介は叔母の岩永皐月からのアルバイトをきっかけにして、故郷である御奈神村へとやってきた。
天女伝説の残る地は幼い頃に妹の皆神さくや、幼馴染の春日いろは達と暮らした場所で、新たに岩永翔子、銀子といった少女達と出会う。
やがて日常の間に、不気味で不可解な事件と遭遇する事になる。

## 登場人物

### メインキャラクター
皆神 孝介（みながみ こうすけ）
声：なし
本作の主人公である大学生。肉体的な特技などはないが、大学では民俗学のサークルに入っており知識が豊富。
皆神家は伝説の天女の子孫であり、彼女とその妹の羽衣を受け継ぐ家系の為、本来であれば男子が生まれることはない。孝介が生まれたことは奇跡に等しい確率であり、天女の夫であった男の遺伝情報を受け継いでいる。
皆神 さくや（みながみ さくや）
声：平山紗弥（成瀬未亜）
孝介の実妹で、本作のメインヒロイン。背が高くスタイルもいいが無愛想。兄の事は「兄さん」と呼ぶ。
現在は実家を出て学園の寮で暮らしている。孝介から2週間遅れて御奈神村を訪れる。
岩永 翔子（いわなが しょうこ）
声：夏野こおり
孝介の従妹。気が弱いのか人見知りで引っ込み思案。
クラスメートの高見沙智子とケンカしている様子。
春日 いろは（かすが いろは）
声：青山ゆかり
村にある春日神社の娘で、巫女をしている。
神楽舞を勤める祭りの中心人物。孝介やさくやとは幼馴染で、翔子とも仲がいい。
銀子（ぎんこ）
声：芹園みや
本名、住所不明のミステリアスな美女。
性格は明るく思いついた事を何でも口にするため、本心が見えづらい。村の伝承に詳しい様子。
その正体は伝説の天女の末の妹。天女の妹が地上に戻ってきた際に同行した彼女は山童の存在を知り、姉が残した羽衣がもたらした災いであるそれを解決するため、数百年の時を地上で過ごしている。彼女が地上に降りた時は天女の存在も事実として残っており、それを狙う人間から襲われたため、現代でも山奥で暮らしている。
実は過去に孝介とさくやを助けたことがある。山童の一体である水の蛇・蛟が引き起こした鉄砲水に巻き込まれた二人を助けたが、その際に二人の母親は命を落としてしまった。その際、目の前で母親を失った心の傷を和らげるため記憶を操作しており、その影響で孝介とさくやは銀子のことを覚えておらず、母親の記憶や村で過ごした時の記憶が曖昧になってしまっている。

### サブキャラクター
岩永 皐月（いわなが さつき）
声：柚木かなめ
孝介、さくやの叔母で翔子の母親。
温厚で優しく、姉の子供である二人を気にかけている。夏休みに帰郷するきっかけを作った女性で、孝介の初恋の人。
南戸 朱音（みなと あかね）
声：芹沢せいら
春日神社で働く巫女。
年齢的に上であるため、いろはは彼女を先輩扱いしている。猫がとても好き。
稲垣 美里（いながき みさと）
声：有栖川みや美
翔子と沙智子の担任の先生。孝介の幼馴染で、幼い頃にさくやも交えて一緒に遊んでいた。
明るくノリのいい性格で生徒からも好かれている。朱音とは年の近い独身女性という共通点があり、飲み友達になっている。
高見 沙智子（たかみ さちこ）
声：青葉りんご
村にあるタカミ商店の娘。
同級生である翔子のことを嫌っている。考えもなく行動してはトラブルに巻き込まれやすい。
昔は仲が良かった節が見られるが仲たがいした理由は不明。
皆神 さや（みながみ さや）
声：不明
孝介とさくやの母親で、皐月の年の離れた姉。
天女に体を乗っ取られたさくやが引き起こした鉄砲水から孝介とさくやをかばい、皆神家に受け継がれてきた羽衣を使い二人を治療したが自分は命を落とした。その結果二人の体内には羽衣が分散した状態で存在しており、さくやは起動と安定、孝介は終了の機能を受け継いでいる。
ゲーム開始時点ですでに故人のため回想シーンでわずかに登場する程度だが、他のキャラクター（主に妹の皐月）からはかなり愉快で豪快な性格をしていたことが語られている。
ごんた
声：なし
翔子が湖の近くでこっそり餌をあげている野生の子狐。熊退治用の罠に引っかかってしまい、後ろ脚が1本不自由。

## 主題歌・音楽
主題歌「夏のファンタジア」
作詞・作曲 - 瀬名 / 編曲 - 井ノ原智 / 歌 - 佐藤ひろ美
挿入歌「夏のファンタジア」アカペラver
作詞・作曲・アカペラコーラス&アレンジ - 瀬名 / 編曲 - 井ノ原智 / 歌 - 佐藤ひろ美
挿入歌「Long for…」
歌・作詞・作曲 - 瀬名 / 編曲 - 伊福部武史
エンディング主題歌「想いの果て」
作詞・作曲 - kala / 編曲 - 森まもる / 歌 - tohko

## スタッフ
ディレクターをはじめ制作スタッフは『見上げた空におちていく』『コンチェルトノート』と同じである。
- 原画：オダワラハコネ[1]
- シナリオ：桐月[1]
- 音楽：鷹石しのぶ
- 楽曲：Angel Note

## 開発
本作においては、妹的なキャラクターとして、主人公の実妹であるさくやと従妹の翔子が登場している。前者は、兄とともに長い時間を過ごしてきただけあって互いに信頼関係を結んでいるという設定である。また、さくやの原型は『コンチェルトノート』のユーザページ「天都週報」にて、次回作として妹ものを作るという嘘予告にあり、この時点では「主人公とは友人のような関係」「クールにふるまいつつも時折兄への信頼を見せる」といった要素が含まれていた。一方翔子は主人公とほぼ初対面であり、序盤は距離をとりつつも、主人公と距離が縮まるにつれ、自分より近いところにいるさくやを意識する様子が描かれている。また、さくやも仲良くしたいと思いつつも、自分がいたところに入り込む翔子を意識する様子が描かれており、シナリオライターの桐月はこれらの要素は2人のキャラクターを描くうえで欠かせないと話している。近親相姦を扱うにあたり、桐月は自分が主人公とさくやを祝福したいと思える過程の構築、特に兄妹でなくては始まらないという点から始まった。また、原画家のオダワラハコネは『コンチェルトノート』にて、いそうでいなかったタイプの幼馴染として莉都を作ったことから、次回作ではいそうでいなかったタイプの妹を作ろうと桐月と話し合って生まれたのがさくやであり、話し合いの時点でイメージがほぼ固まっていたため、1回のラフですぐ決まったと振り返っている。
なお、主人公とさくやの叔母である皐月は、公式サイトに掲載された女性キャラクター及び、立ち絵のある女性キャラクターで唯一攻略ルートがない。これは主人公の叔母=近親相姦となるため、同じく近親相姦を扱うさくやのルートに配慮した結果である。
桐月は人気投票に寄せたコメントの中で、さくやが本作専用の妹ならば、翔子は普遍的な妹キャラであり、日常から事件まであらゆる場面で活躍したと話しつつも、冒頭で提示した「置いていった誰かの所に必ず戻る」というテーマを最も強く意識したとも述べている。子狐ごんたはプロローグで翔子と出会う場面が桐月の予想以上にしっくりきたため、以降の出番も初期の構想より少し増やされた。
ヒロインのうち、銀子は誕生までに紆余曲折のあったことを桐月は発売後の人気投票に寄せたコメントの中で明らかにしており、苦労した分愛着があるとも話している。
また、桐月は発売後の人気投票に寄せたコメントの中で、『コンチェルトノート』では幼馴染の莉都の人気が高かったため、本作における幼馴染ヒロイン・いろはのセッティングにも苦労したと明かしており、孝介とさくやだけでなく村人を含めた全員を取り持ちつつも、彼女自身の温かさや明るさが覆い隠されないように心の強い人物に設定したと話している。加えて、いろはの行動理念の根底には彼女独自の宗教観がある。
本作のテーマの一つとして「受け継がれる絆や想い」を据えた際、言葉の伝播を盛り込むことが念頭に置かれており、うち沙智子ルートでは母親からの手紙という形で表現された。また、美里ルートでは主人公が彼女の言葉を思い出し、さらにそれが主人公の母・さやから彼女に託された言葉という形で表現された。なお、本編におけるさやの出番を抑える代わりに、日記や手紙、他者の言葉を通じて人となりが語られるという手法がとられた。また、スタッフの憲yukiによると、システム上の都合や、さくやを見て想像するという楽しみもあるという理由から立ち絵は用意しなかったという。
最終的に本作は羽衣伝説をベースとして構成されているが、初期の企画段階では『かぐや姫』であった。桐月は「同じ容姿の娘が生まれてくる一族にしたり、月の軍隊は科学の進んだ世界で、火鼠の皮衣とかは不思議道具にしたり。」と色々なアイデアをミックスしているうち「かぐや姫本人を天女にしちゃえばいいんじゃないか」ということに気がついたと語っている。

## 反響

### 売り上げ
本作は、その発売年（2010年）の売り上げにおいて、『BugBug』の集計では上位20位の圏外であった。

### 人気投票
| 部門名       | Getchu.com | TECH GIAN | BugBug    |
| ------------ | ---------- | --------- | --------- |
| 総合         | 4位/20位   | 7位/30位  | 8位/40位  |
| シナリオ     | 2位/15位   | 2位/10位  | 6位/30位  |
| グラフィック | 9位/15位   | 圏外/10位 | 部門なし  |
| 音楽         | 3位/15位   | 5位/10位  | 5位/20位  |
| システム     | 2位/15位   | 4位/10位  | 圏外/30位 |
| ヴォイス     | 部門なし   | 部門なし  | 8位/20位  |
| ムービー     | 7位/15位   | 部門なし  | 部門なし  |
| エッチ       | 10位/15位  | 圏外/10位 | 圏外/40位 |
| キャラクター | 1人/15位   | 1人/10位  | 1人/40位  |

本作は、その発売年（2010年）の人気投票において、Getchu.comでは総合4位、『TECH GIAN』では総合7位、『BugBug』では総合8位であった。皆神さくやはそれぞれのキャラクター部門において上位にランクインしており、『BugBug』では、兄を慕う本心を隠して無愛想に振る舞うさくやの態度がリアルであり、兄妹の微妙な距離感を演出していたとされ、従来の妹キャラクターとは違った魅力があると評された。

### 批評
一般向けゲームを専門とするニュースサイト「Gamer」のTOKENはPSP版のレビューの中で、ちりばめられた伏線を意識しながら読み進めるのが楽しいと評しつつも、キャラクターのやり取りはライトでテンポ感があり、メインヒロイン4人が魅力的だったと評している。

### 受賞
本作は、萌えゲーアワード2010において大賞（金賞）・キャラクターデザイン賞・ユーザー支持賞を受賞した。ユーザー投票の段階で8部門の1位を「総なめ」し、審査委員会では満場一致の支持を受けての大賞受賞であった。選評では登場キャラクターの掛け合いなどの萌え的側面と、羽衣伝説を軸とする伝奇的要素のバランスが特に肯定的に評価され、舞台となる田舎町の夏の光景もあいまって作品世界に没入できるとされた。オダワラハコネのキャラクターデザインはキャラクター同士の陽気な掛け合いにマッチしつつも、適度なリアルさがあると評され、特に「魔妹（まもうと）」と称されるさくやに魅力があると述べられている。フローチャートシステムは特筆すべき機能と評され、細部までユーザーの利便性を考慮して作られていることが、支持を受けた理由だろうと述べられている。
| \| 日付 \| 賞 \| 部門 \| 候補 \| 結果 \| 出典 \| \| ---------- \| -------------------- \| ---------------------- \| ---------------- \| ---------------------- \| ---- \| \| 2010年12月 \| 萌えゲーアワード2010 \| 大賞 \| 黄昏のシンセミア \| 金賞 \| [1] \| \| 2010年12月 \| 萌えゲーアワード2010 \| シナリオ賞 \| 黄昏のシンセミア \| ノミネート \| [1] \| \| 2010年12月 \| 萌えゲーアワード2010 \| グラフィック賞 \| 黄昏のシンセミア \| ノミネート \| [1] \| \| 2010年12月 \| 萌えゲーアワード2010 \| キャラクターデザイン賞 \| 黄昏のシンセミア \| キャラクターデザイン賞 \| [1] \| \| 2010年12月 \| 萌えゲーアワード2010 \| 主題歌賞 \| 黄昏のシンセミア \| ノミネート \| [1] \| \| 2010年12月 \| 萌えゲーアワード2010 \| BGM賞 \| 黄昏のシンセミア \| ノミネート \| [1] \| \| 2010年12月 \| 萌えゲーアワード2010 \| 純愛系作品賞 \| 黄昏のシンセミア \| ノミネート \| [1] \| \| 2010年12月 \| 萌えゲーアワード2010 \| エロス系作品賞 \| 黄昏のシンセミア \| ノミネート \| [1] \| \| 2010年12月 \| 萌えゲーアワード2010 \| プログラム賞 \| 黄昏のシンセミア \| ノミネート \| [1] \| \| 2010年12月 \| 萌えゲーアワード2010 \| ユーザー支持賞 \| 黄昏のシンセミア \| ユーザー支持賞 \| [1] \| |                      |                        |                  |                        |       |
| 日付 | 賞                   | 部門                   | 候補             | 結果                   | 出典  |
| 2010年12月 | 萌えゲーアワード2010 | 大賞                   | 黄昏のシンセミア | 金賞                   | [ 1 ] |
| 2010年12月 | 萌えゲーアワード2010 | シナリオ賞             | 黄昏のシンセミア | ノミネート             | [ 1 ] |
| 2010年12月 | 萌えゲーアワード2010 | グラフィック賞         | 黄昏のシンセミア | ノミネート             | [ 1 ] |
| 2010年12月 | 萌えゲーアワード2010 | キャラクターデザイン賞 | 黄昏のシンセミア | キャラクターデザイン賞 | [ 1 ] |
| 2010年12月 | 萌えゲーアワード2010 | 主題歌賞               | 黄昏のシンセミア | ノミネート             | [ 1 ] |
| 2010年12月 | 萌えゲーアワード2010 | BGM賞                  | 黄昏のシンセミア | ノミネート             | [ 1 ] |
| 2010年12月 | 萌えゲーアワード2010 | 純愛系作品賞           | 黄昏のシンセミア | ノミネート             | [ 1 ] |
| 2010年12月 | 萌えゲーアワード2010 | エロス系作品賞         | 黄昏のシンセミア | ノミネート             | [ 1 ] |
| 2010年12月 | 萌えゲーアワード2010 | プログラム賞           | 黄昏のシンセミア | ノミネート             | [ 1 ] |
| 2010年12月 | 萌えゲーアワード2010 | ユーザー支持賞         | 黄昏のシンセミア | ユーザー支持賞         | [ 1 ] |

## 関連グッズ
- 早期予約キャンペーン中に予約する事で書き下ろしノベル、漫画、4コマ漫画が収録された黄昏のシンセミア零巻が貰えた。
- 初回版には特典としてイラスト、原画、ラフ絵、設定資料をまとめたWissenschaft3（冊子）とリセのプロモーションカード「さくや」が同梱されている。
- 小説版が『黄昏のシンセミア〜冬の木漏れ日〜』のタイトルで2013年7月に桜ノ杜ぶんこから発売された。ゲームでシナリオを執筆した桐月が執筆を、原画を担当したオダワラハコネが挿絵を手がけている。ゲームの「シンセミア」シナリオから連なる物語であり、本編から半年後の冬を舞台としている。